# Abortkübel

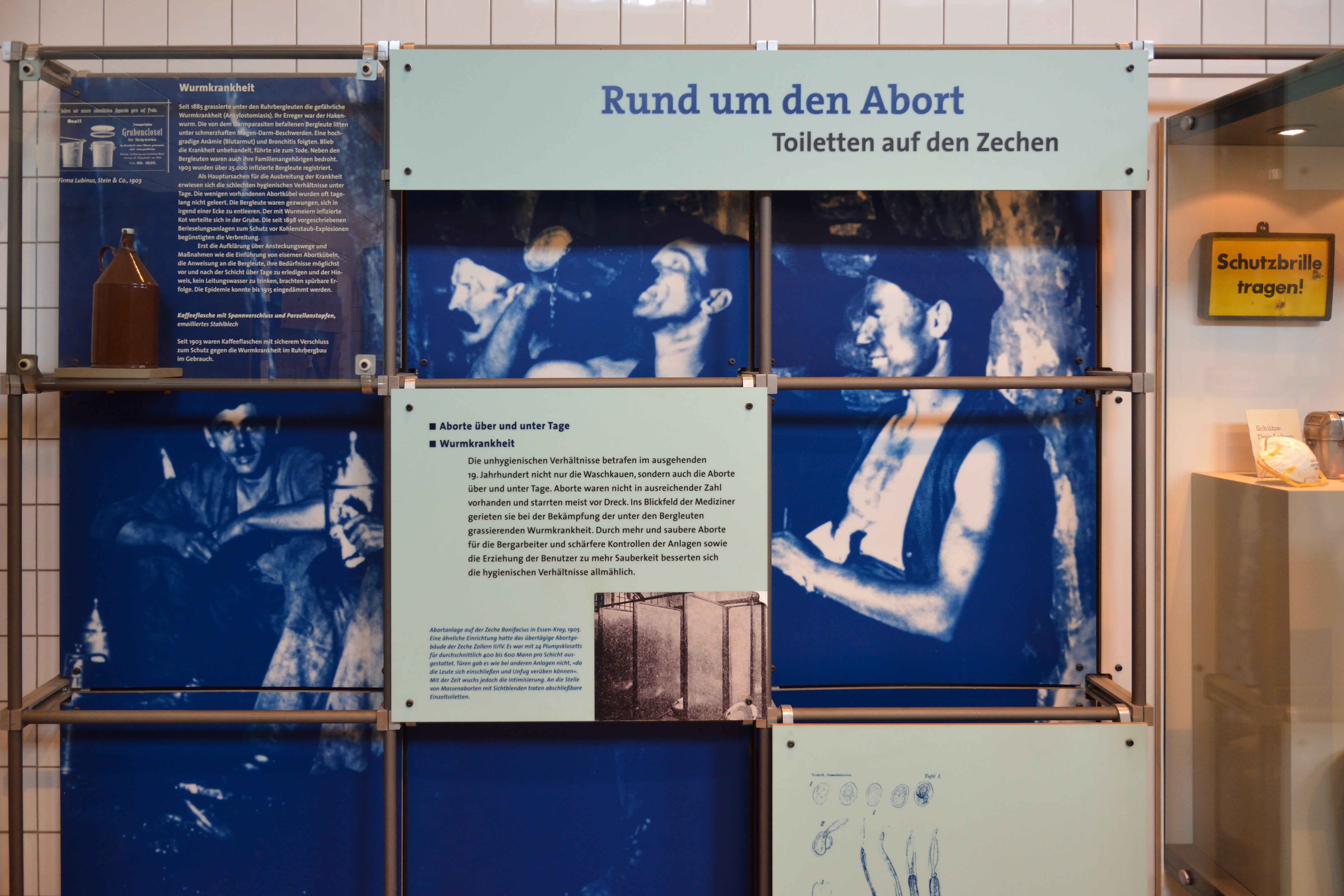
Information in der Zeche Zollern

Ein Abortkübel, in der Bergmannssprache auch Bergmannsklo oder lokal Scheißkübel genannt, ist ein Behälter mit verschließbarem Deckel, in den die Bergleute unter Tage ihre Notdurft verrichten. Abortkübel werden im Bergbau unter Tage seit dem 19. Jahrhundert eingesetzt.

## Grundlagen
Bergleute unter Tage können zur Verrichtung ihrer Notdurft nicht einfach wieder aus der Grube ausfahren. Oftmals behalfen sich die Bergleute, insbesondere in früheren Zeiten, indem sie ihre Notdurft in einem seitlichen Stollen oder einer Strecke verrichteten. Wenn die Möglichkeit bestand, verscharrten sie ihre Ausscheidungen unter losem Haufwerk. Dies führte dazu, dass diese Stollen und Strecken mit menschlichen Exkrementen verunreinigt wurden. Zusätzlich zu den menschlichen Ausscheidungen lag in den Grubenbauen oftmals auch noch der Kot der Grubenpferde. Aufgrund der geringen Wetterbewegung verpesteten die Exkremente die Wetter mit einem üblen Geruch und führten zu Krankheiten. Besonders die Wurmkrankheit war im 19. und Anfang des 20. Jahrhunderts unter Bergleuten verbreitet. Durch den Austausch der Bergleute innerhalb der einzelnen Bergwerke wurde die Krankheit von Bergwerk zu Bergwerk noch weiter verschleppt. Alleine in Deutschland waren der ärztlichen Fachwelt über 17.000 Erkrankungen von Bergleuten bekannt. Besonders gefährdet waren die Bergleute, die in Bereichen mit Temperaturen um 25 Grad Celsius und hoher Luftfeuchtigkeit arbeiteten. Alleine in den Oberbergamtsbezirken Dortmund und Bonn waren im Jahr 1904 auf 108 Bergwerken 14.483 Bergleute an der Wurmkrankheit erkrankt. Die Krankheit ist auch heute noch als Berufskrankheit anerkannt.

## Gegenmaßnahmen

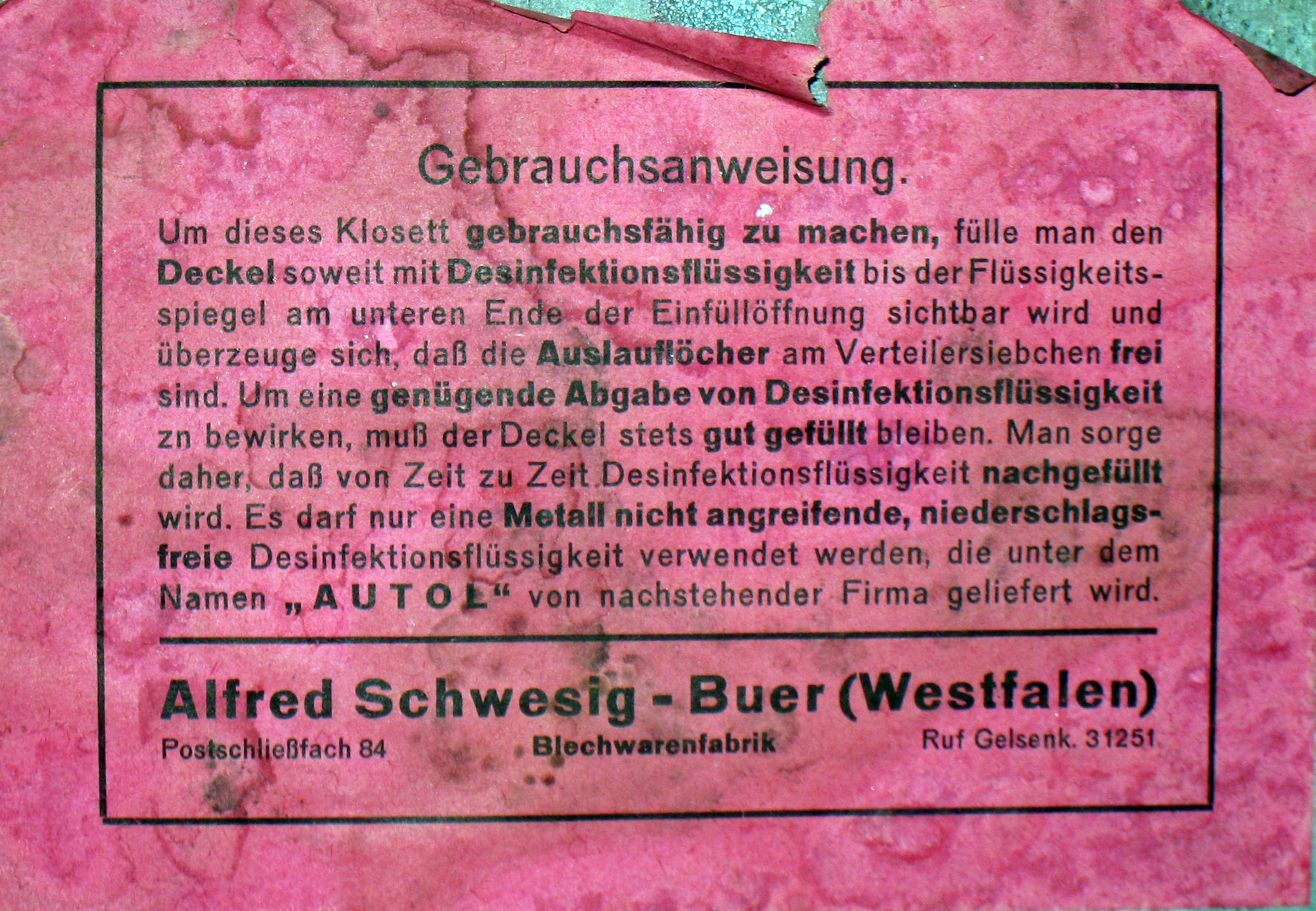
Gebrauchsanweisung für den Klodeckel

Um die Verunreinigungen in den Griff zu bekommen, mussten die Grubenbaue in kurzen Zeitabständen von den Exkrementen gesäubert werden. Diese Arbeit wurde von Grubenjungen, die von älteren Bergleuten beaufsichtigt wurden, verrichtet. Sowohl tierische als auch menschliche Exkremente in den Grubenbauen mussten zur Vermeidung der Einschleppung von wurmeierhaltigem Kot mit Kalkmilch desinfiziert werden. Zur Verrichtung der Notdurft wurden an geeigneten Stellen transportable Abortkübel oder feste Aborte installiert. Das Verrichten der Notdurft in die Grubenbaue wurde unter Strafe gestellt. Die Abortkübel mussten in Abständen von zwei bis drei Tagen zu Tage gefördert werden und wurden dort gereinigt und wieder in die Grube gebracht. Zur Abdeckung der menschlichen Fäkalien wurden diese in den Abortkübeln mit Kalk abgestreut, die entleerten und gereinigten Abortkübel mussten über Tage mit Kalkmilch desinfiziert werden. Als Ersatz für die nach erfolgter Reinigung wiederverwendbaren Abortkübel wurden auch teilweise alte Karbidtrommeln als Abortkübel umgebaut und verwendet. Diese umgebauten Karbidtrommeln wurden dann auf der Bergehalde entsorgt.

## Aufstellung
Die Aufstellung der Abortkübel war in den Bergbaugesetzen und Bergverordnungen der jeweiligen Bergbaureviere geregelt. In der Bergverordnung des Landes Nordrhein-Westfalen (BVOST) war das Aufstellen von Abortkübeln bis zum Ende des Jahres 1995 im Paragraphen 43 geregelt. Ab dem 1. Januar des Jahres 1996 ist das Vorhandensein von Toiletten in der Allgemeinen Bundesbergverordnung (ABBergV) im Paragraphen 12 geregelt. Allerdings regelt die ABBergV nicht genau, wie diese Toiletten auszusehen haben oder wo sie unter Tage aufgestellt werden müssen, sondern überlässt dies der unternehmerischen Sorgfaltspflicht des Bergbauunternehmers.
Im Wesentlichen waren die Aufstellungsorte bereits im 1876 veröffentlichten „Katechismus der Grubenerhaltung für Grubensteiger und Grubenaufsichtsorgane“ geregelt. So sollten Abortkübel am besten in der Nähe des Schachtes oder zumindest im ausziehenden oder im seitlichen Wetterstrom aufgestellt werden.
Auch in der Allgemeinen Bergpolizeiverordnung wird das Aufstellen der Aborte ziemlich genau geregelt. So musste gemäß der Verordnung für je 30 Mann der größten Belegschaft einer Schicht ein Abortkübel an einem geeigneten Ort aufgestellt werden. Der Kübel musste mit einem Deckel verschließbar und undurchsichtig sein. Im Bereich der Kübel mussten Desinfektionsmittel bereitgehalten werden.

## Abtransport der Abortkübel
Der Transport der vollen Abortkübel war keine angenehme Arbeit und wurde von den Bergleuten nur ungern verrichtet. Mit dieser „Strafarbeit“ wurden dann die Bergleute betraut, die z. B. zu spät zur Arbeit erschienen oder beim sogenannten Fudeln (vorzeitiges Ausfahren ohne Erlaubnis) erwischt worden waren. Auf einigen Bergwerken waren für diese Arbeiten Bergleute als Entleerer für die Kübel eingeteilt, von der übrigen Belegschaft scherzhaft als Assanisator (auch: Kübelwart, Kübelmajor, Kübelschwenker oder Latrinenfuhrmann) bezeichnet. Für diese Arbeit wurden dann auch Invaliden eingeteilt, die dazu pro Woche nur zweimal anfahren mussten und nach einem bestimmten Plan die Standorte der Abortkübel befahren mussten. Dort wurden die vollen Kübel gegen entleerte und gereinigte Kübel ausgetauscht und abtransportiert.

### Beispiele von verschiedenen Abortkübeln

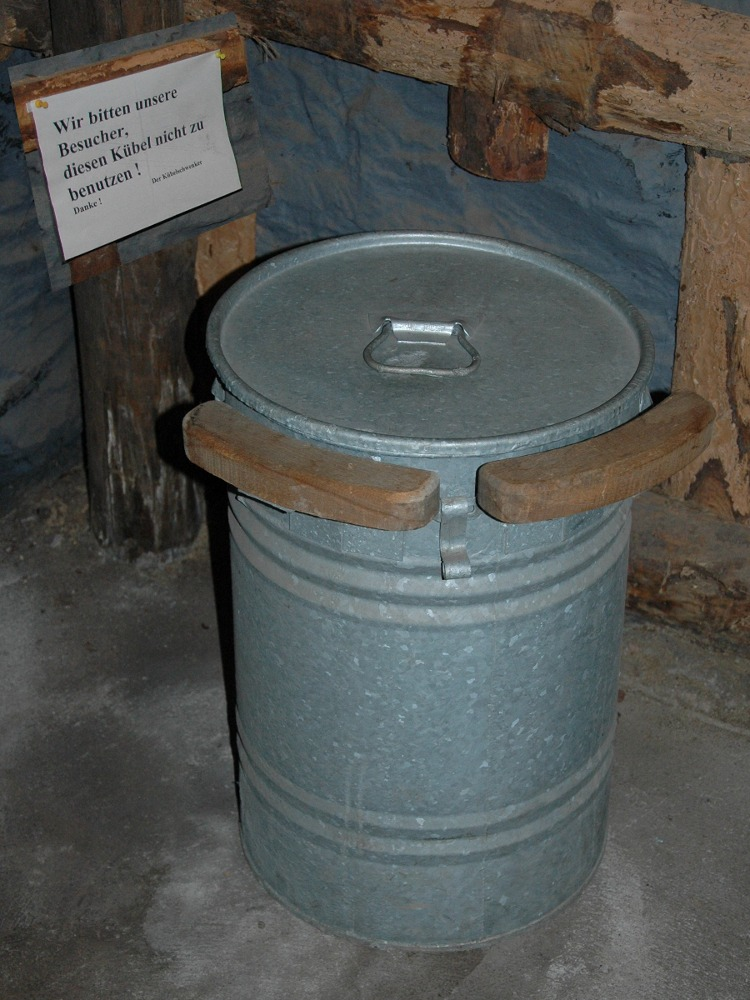
Abortkübel im Bergbaumuseum Oelsnitz/Erzgebirge
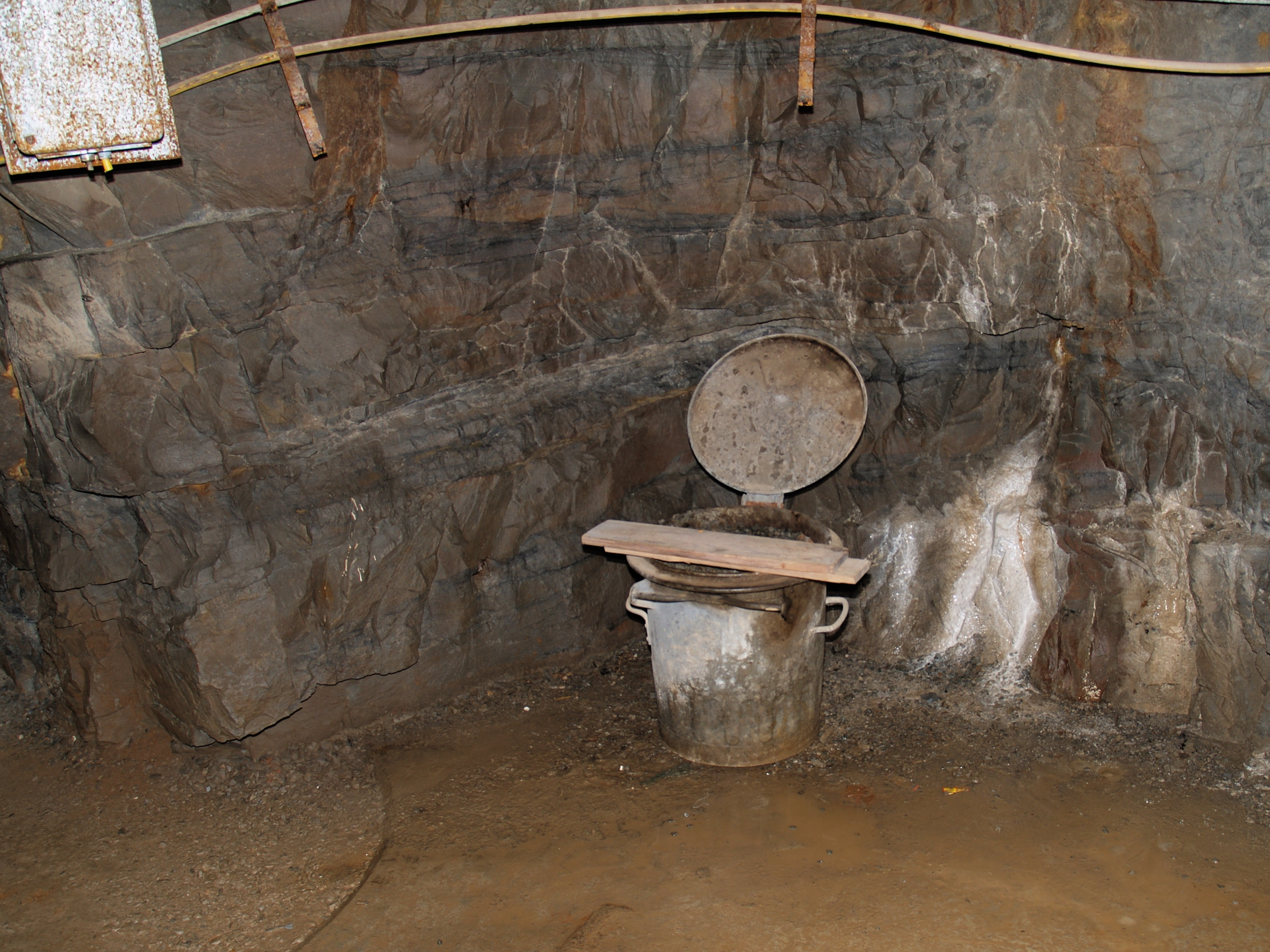
Kübel im Besucherbergwerk Ramsbeck
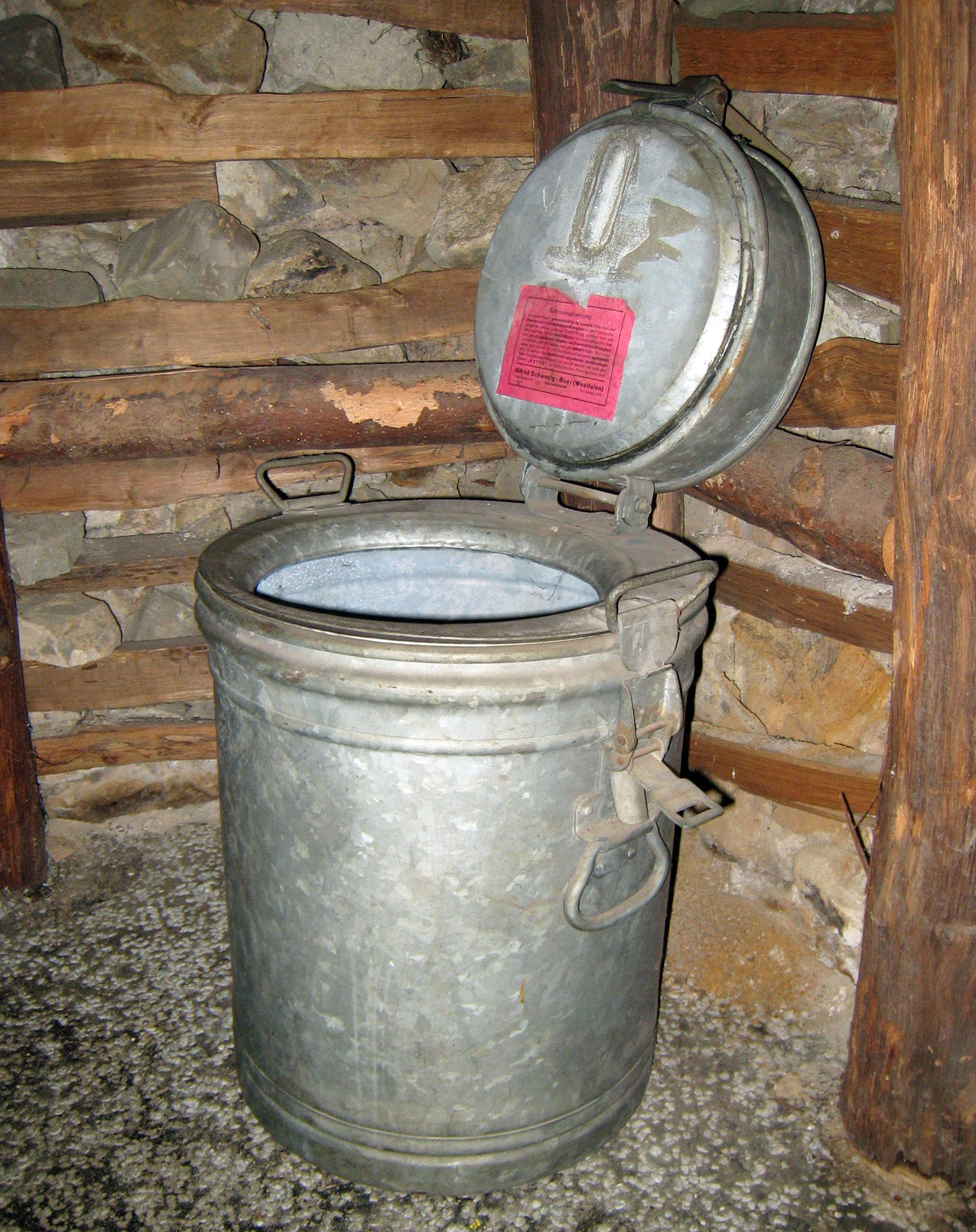
Abortkübel von der Grube Lüderich im Bergischen Museum für Bergbau, Handwerk und Gewerbe in Bergisch Gladbach
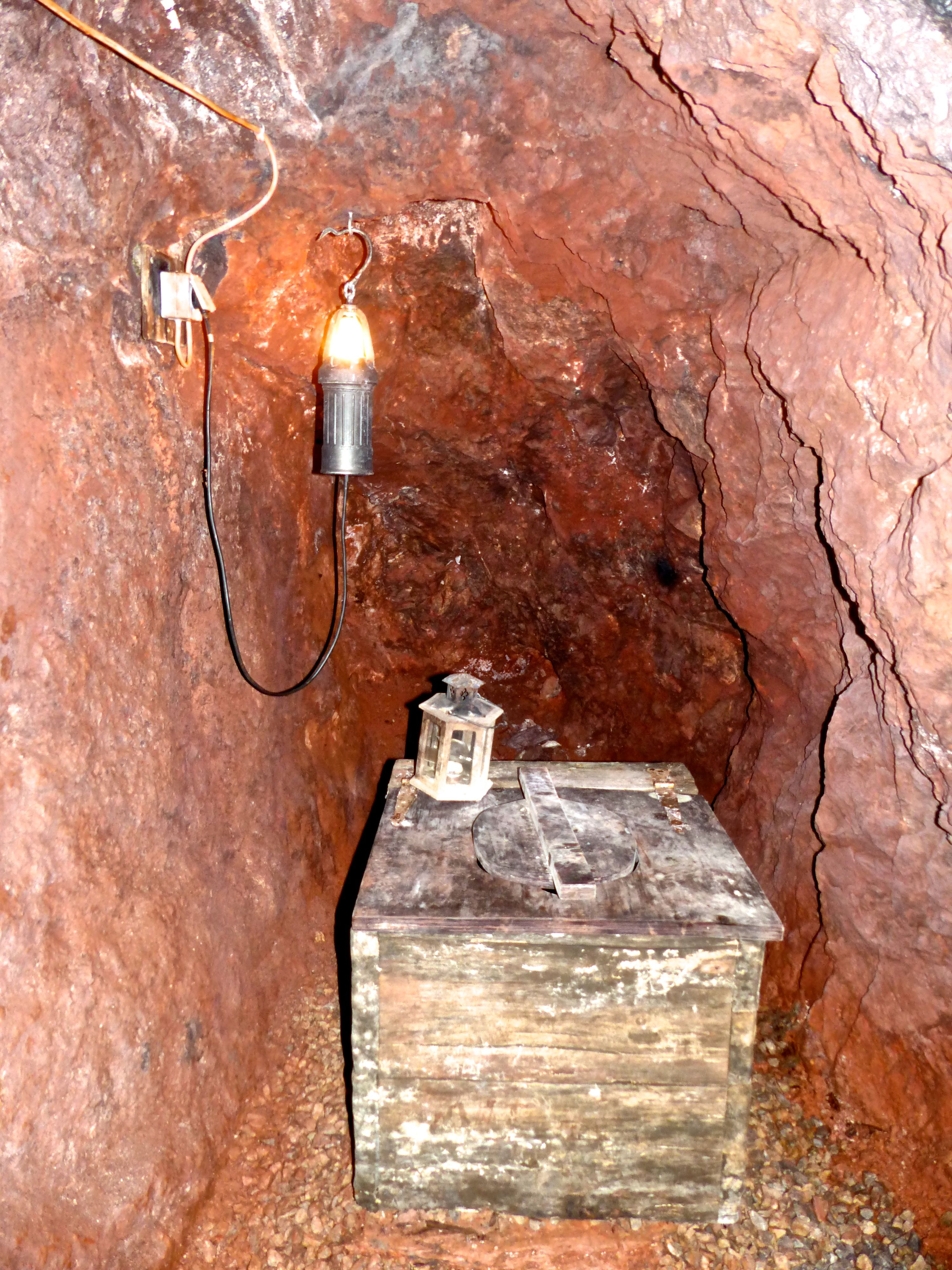
Abortkübel im Philippstollen (Grube Eisenberg)
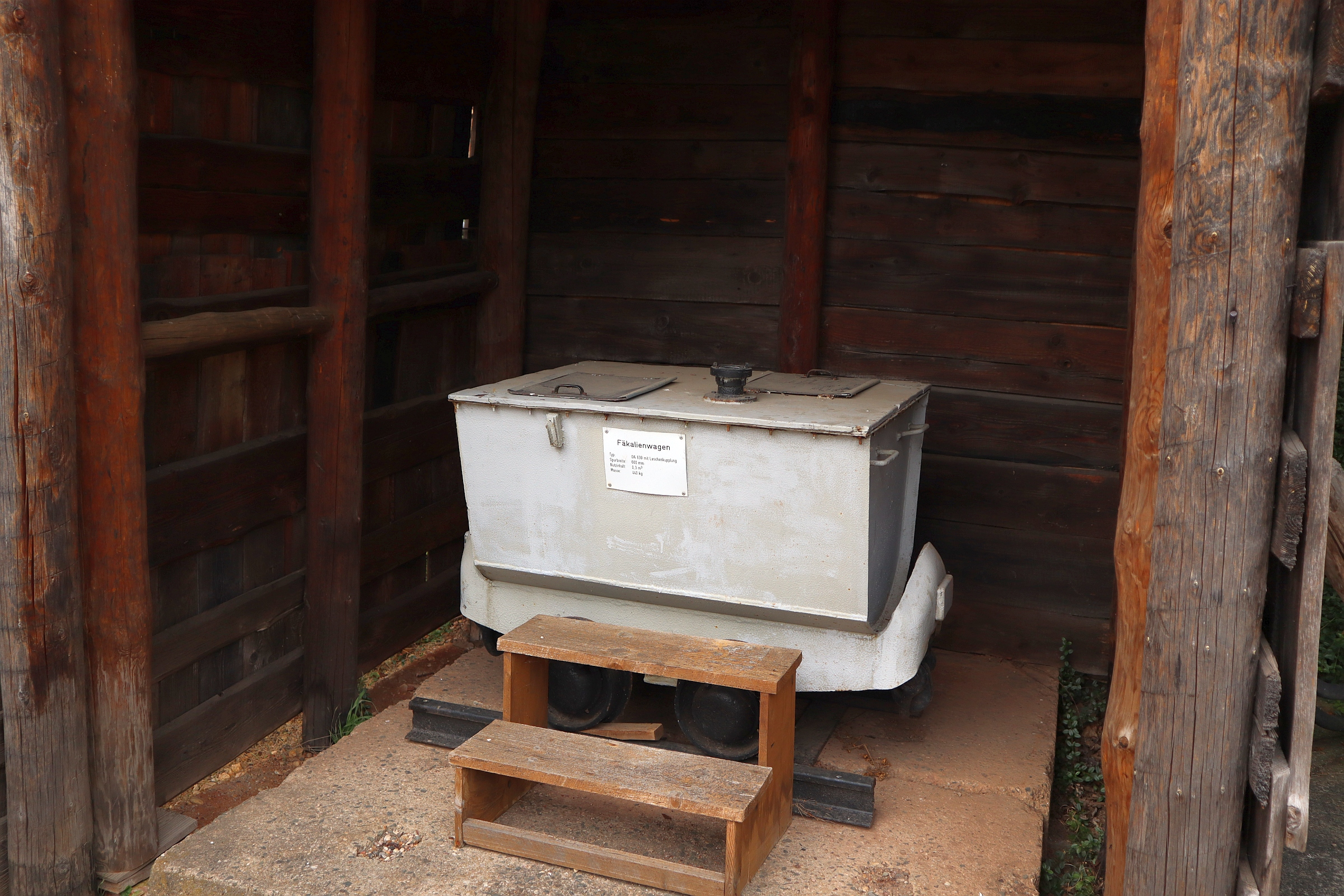
Ein etwas modernerer Kübelhunt